# Machaonia havanensis
Machaonia havanensis là một loài thực vật có hoa trong họ Thiến thảo. Loài này được (Jacq. ex J.F.Gmel.) Alain mô tả khoa học đầu tiên năm 1962.